# George Edward Ayscough
George Edward Ayscough (décédé le 14 octobre 1779) est un dramaturge et voyageur anglais.

## Biographie
Il est le fils du docteur Francis Ayscough, doyen de Bristol, d'une sœur de George Lyttelton. Pendant quelque temps il est officier dans les gardes.
En 1776, il produit au Théâtre de Drury Lane une pièce de théâtre, une version des Sémiramis de Voltaire, Richard Yates représentant le personnage principal; un épilogue est fourni par Richard Brinsley Sheridan. La tragédie a onze représentations et l'auteur anglais en tire des bénéfices. Lors de la première représentation, les camarades officiers du capitaine Ayscough assistent avec une grande force et assurent le succès de Semiramis. Dans la Biographia Dramatica, Ayscough est décrit comme un "fou de mode", "un parasite de Lord Lyttelton"; et sa tragédie est condamnée comme méprisable .
Il quitte l'Angleterre à cause de sa santé défaillante et publie ensuite un récit de ses voyages en Italie. Il est l'éditeur des ouvrages divers de son oncle, Lord Lyttelton, publiés en 1774.